# 金山南ビル
金山南ビル（かなやまみなみビル、Kanayama Minami Building）は、愛知県名古屋市中区金山の、金山総合駅南口にある超高層ビルで、公益財団法人名古屋まちづくり公社名古屋都市センター、ANAクラウンプラザホテルグランコート名古屋、金山駅南駐車場で構成される。

## 概要
名古屋の副都心とされる金山地区のランドマークとして建設され、1999年（平成11年）3月26日に名古屋都市センター、4月8日にホテルグランコート名古屋、4月17日に名古屋ボストン美術館がそれぞれオープンした。
また、金山南ビル美術館棟（旧名古屋ボストン美術館）の1階部分に位置するインターコモン（屋内公開空地）では、イベントなどが開催される。

## 施設
金山南ビル美術館棟（低層棟）
- インターコモン（1階部分、屋内公開空地）
- 名古屋ボストン美術館（3～5階） ： 2018年（平成30年）10月8日閉館。美術館運営は継続
  - 延床面積 ： 約5,800m2

高層棟
- 公益財団法人名古屋まちづくり公社 名古屋都市センター（11～15階）
  - 延床面積 ： 約5,700m2
  - 展示室、名古屋都市センターまちづくりライブラリー（まちづくりに特化した専門図書館）、事務室、会議室など
- ANAクラウンプラザホテルグランコート名古屋（B1～7階、16～30階）
  - 延床面積 ： 約32,800m2
  - 宿泊施設のほか、結婚式場やレストラン、宴会場など
- 金山駅南駐車場（B2～B4階）
  - 延床面積 ： 約16,800m2
  - 駐車台数 ： 347台

## アクセス
- JR東海道本線、中央本線・名鉄名古屋本線・名古屋市営地下鉄名城線・名港線「金山駅」南口より徒歩ですぐ。

## 周辺
- 金山駅
- アスナル金山